# Cercospora loti
Cercospora loti är en svampart som beskrevs av Hollós 1907. Cercospora loti ingår i släktet Cercospora och familjen Mycosphaerellaceae.   Inga underarter finns listade i Catalogue of Life.